# Список правителей колониальной Кубы

## Испанские губернаторы Санто-Доминго (1515—1535)
- Диего Веласкес де Куэльяр (ноябрь 1511 — сентябрь 1524)
- Мануэль де Рохас-и-Кордова (сентябрь 1524 — 14 марта 1525), 1-й срок
- Хуан де Альтамирано (14 марта 1525 — 27 апреля 1526)
- Гонсало де Гусман (27 апреля 1526 — 6 ноября 1531), 1-й срок
- Хуан де Вадильо (7 ноября 1531 — 7 сентября 1532)
- Мануэль де Рохас-и-Кордова (1 марта 1532 — 1 февраля 1534), 2-й срок

## Испанские губернаторы Кубы (1535—1577)
- Гонсало де Гусман (1535 — 20 марта 1537), 2-й срок
- Эрнандо де Сото (20 марта 1537 — 12 мая 1539)
- Изабель де Бобадилья (1539—1544)
- Хуанес де Авила (1544—1546)
- Антонио де Чавес (1546—1548)
- Гонсало Перес де Ангуло (1549—1555)
- Диего де Масариэгос (1556—1565)
- Франсиско Гарсия Осорио (1565—1567)
- Педро де Менендес де Авилес (1567—1574)
- Габриэль Монтальво (1575—1577)

## Испанские губернаторы и генерал-капитаны Кубы (с 1577)
- Франсиско Карреньо (1577—1579)
- Гаспар де Отррес (апрель-сентябрь 1579)
- Габриэль де Лухан (1580—1589)
- Хуан де Техеда (1589—1593)
- Хуан Мальдональдо Барнуэво (1593—1602)
- Педро де Вальдес (1602—1608)
- Гаспар Руис де Переда (1608—1616)
- Санчо де Алькиса (1616—1619)
- Херонимо де Керо (1619—1620), временно
- Франсиско де Венегас (1620—1624)
- Дамиан Веласкес де Контрерас (1624—1626)
- Лоренсо де Кабрера-и-Корбера (1626—1630)
- Хуан де Битриан-и-Виамонте (1630—1634)
- Франсиско Рианьо-и-Гамбоа (1634—1639)
- Альваро де Луна-и-Сармиенто (1639—1647)
- Диего де Вильяльба-и-Толедо (1643—1653)
- Франсиско Ксельдер (1653—1654)
- Хуан де Монтанос Бласкес (1654—1656)
- Диего Ранхель (1656—1658)
- Хуан де Саламанка (1658—1663)
- Родриго Флорес де Альдана (1663—1664)
- Франсиско Дваила Орехон-и-Гастон (1664—1670)
- Франсиско Родригес де Ледесма (1670—1680)
- Хосе Фернандес де Кордоба Понсе де Леон (1680—1685)
- Мануэль де Мургуия-и-Мена (1685—1687)
- Диего Антонио де Виана-и-Инохоса (1687—1689)
- Северино де Мансанеда Салинас-и-Росас (1689—1697)
- Диего де Кордоба Лассо де ла Вега (1697—1702)
- Педро Ноласко Бенитес де Луго (1702—1705)
- Луис Чирино Вандевале (1705—1706)
- Педро Альварес де Вильямарин (1706 — январь 1708)
- Лауреано Торрес-и-Айяла (18 января 1708 — 18 февраля 1711)
- Луис Чакон-и-Пабло-Каверо (1711—1713)
- Лауреано Торрес-и-Айяла (1713—1716)
- Висенте де Раха (1716—1717)
- Гомес Маравер Понсе де Леон (1718)
- Грегорио Гуасо-и-Кальдерон (1718—1724)
- Дионисио Мартинес де ла Вега (1724—1734)
- Хуан Франсиско де Гуэмес (1734—1746)
- Хуан Антонио Тинео-и-Фуэртес (1746)
- Диего Пеньалоса (1746—1747)
- Франсиско Кахигаль де ла Вега (1747—1760)
- Педро Алонсо (1760—1761)
- Хуан де Прадо Майоэра Портокарреро-и-Луна (1761—1762)

## Британские губернаторы Гаваны
- Джордж Кеппель (12 августа 1762 — 1 января 1763)
- Уильям Кеппел (1 января 1763 — июль 1763)

## Испанские губернаторы и генерал-капитаны Кубы
- Амбросио де Фунес Вильальпандо (1763—1765)
- Диего Манрике (1765—1766)
- Антонио Мария де Букарели и Урсуа (1766—1771)
- Фелипе де Фондесвиела и Ондеано (1771—1777)
- Диего Хосе Наварро Гарсия де Вальадарес (1777—1780)
- Хуан Мануэль де Кахигаль и Монсеррате (1781—1782)
- Луис де Унзага и Амезага (1782—1785)
- Бернардо Тронкосо Мартинес дель Ринкон (5 апреля — ноябрь 1785)
- Хосе Мануэль де Эспелета (1 декабря 1785—1789)
- Доминго Кабельо и Роблес (18 апреля 1789—1790)
- Луис де лас Касас-и-Арагорри (1790—1796)
- Хуан Прокопио Бассекур и Бриас (1796—1799)
- Сальвадор де Муро и Саласар (1799—1812)
- Хуан Руис де Аподака (1812—1816)
- Хосе Мария Сьенфуэгос Ховельанос (1816—1819)
- Хуан Мария Эчеверри (1819)
- Хуан Мануэль де Кахигаль и Мартинес (1819—1921)
- Николас де Маи и Ромо (1821—1822)
- Себастьян Кинделан и Орегон (1822—1823)
- Франсиско Дионисио Вивес (1823—1832)
- Мариано Рикафорт (1832—1834)
- Мигуэль Такон и Росике (1834—1838)
- Хоакин Эспелета Энриле (1828—1840)
- Педро Тельес-Хирон (1840—1841)
- Херонимо Вальдес (1841—1843)
- Франсиско Хавьер де Ульоа (сентябрь-октябрь 1843)
- Леопольдо О’Доннелл (1843—1848)
- Федерико Ронкали (1848—1850)
- Хосе Гутьеррес де ла Конча (1850—1852), 1-й срок
- Валентин Каньэдо (1852—1853)
- Хуан Гонсалес де ла Песуэла (1853—1854)
- Хосе Гутьеррес де ла Конча (1854—1859), 2-й срок
- Франсиско Серрано и Домингес (1859—1862)
- Доминго Дульче-и-Гарай (1862—1866), 1-й срок
- Франсиско де Лерсунди и Ормаэчеа (май-ноябрь 1866), 1-й срок
- Хоакин дель Мансано (1866—1867)
- Блас Диего де Вильате (сентябрь-декабрь 1867), 1-й срок
- Франсиско де Лерсунди-и-Ормаэчеа (1867—1869), 2-й срок
- Доминго Дульче-и-Гарай (январь-июнь 1869), 2-й срок
- Фелипе Хиновес дел Эспинар (июнь-июль 1869)
- Антонио Кабальеро и Фернандес де Родас (1869—1870)
- Блас Диего де Вильате (1870—1872), 2-й срок
- Франсиско де Себальос (1872—1873)
- Кандидо Пиэльтаин и Хове Уэрво (апрель-октябрь 1873)
- Антонио Себольин (октябрь-ноябрь 1873)
- Иоахим Ховельяр-и-Солер (1873—1874), 1-й срок
- Хосе Гутьеррес де ла Конча (1874—1875), 3-й срок
- Буэнавентура Карбо (май-июнь 1875)
- Блас Диего де Вильате (1875—1876), 3-й срок
- Иоахим Ховельяр-и-Солер (январь-октябрь 1876), 2-й срок
- Арсенио Мартинес де Кампос (1876—1879), 1-й срок
- Каетано Фигероа (февраль-апрель 1879)
- Рамон Бланко-и-Эренас (1879—1881), 1-й срок
- Луис Пендергаст и Гордон (1881—1883)
- Томас и Регна (август-сентябрь 1883)
- Игнасио Мария дель Кастильо (1883—1884)
- Рамон Фахардо (1884—1886)
- Эмилио Гальеха (1886—1887), 1-й срок
- Сабас Марин и Гонсалес (1887—1889), 1-й срок
- Мануэль де Саламанка Негрете (13 марта 1889 — 6 февраля 1890)
- Хосе Санчес Гомес (февраль-апрель 1890)
- Хосе Чинчильа и Диэс де Оньате (апрель-август 1890)
- Камило Гарсия де Полавьеха (1890—1892)
- Алехандро Родригес-Ариас и Родульфо (1892—1893)
- Хосе Ардериус (июль-сентябрь 1893)
- Эмилио Гальеха (1893—1895), 2-й срок
- Арсенио Мартинес де Кампос (1895—1896), 2-й срок
- Сабас Марин и Гонсалес (январь 1896), 2-й срок
- Валериано Вейлер-и-Николау (1896—1897)
- Рамон Бланко-и-Эренас (1897—1898), 2-й срок
- Адольфо Хименес Кастельанос (1898—1899)

## Протекторат США
- Джон Брук (1 января — 23 декабря 1899)
- Леонард Вуд (23 декабря 1899 — 20 мая 1902)
- Уильям Тафт (29 сентября 1906 — 13 октября 1906)
- Чарльз Магун (13 октября 1906 — 28 января 1909)